# Grön vattenagam
Grön vattenagam (Physignathus cocincinus), också kallad asiatisk vattenagam, är en ödla som lever i sydöstra Asien. Den ligger ofta på grenar över vattnet vid strandkanten. Vid fara flyr den i vattnet. Hannen blir upp till en meter lång och honan blir cirka 60–80 centimeter inklusive svanslängden. Honan lägger 3–4 kullar med 6–8 ägg i varje. Ungarna blir könsmogna vid cirka två års ålder.
Den är den enda arten i släktet Physignathus, sedan övriga arter som tidigare förts till det släktet flyttats till andra släkten.

## Kännetecken
Vuxna vattenagamer är gröna med färger i en skala från mörk skogsgrön till ljust mintgrön. Den undre delen av en vuxen vattenagam är oftast vit eller mycket ljust gul. Huvudet har formen av en triangel. Vid födelsen är ungdjuret 13 till 15 centimeter långt.  

## Föda
Deras huvudsakliga föda utgörs av större insekter som till exempel kackerlackor, men i vuxen ålder även till viss del av vegetarisk föda.

## Försvar
När de blir rädda så gömmer de sig bakom den gren de sitter på och blir nästintill osynliga. Om de känner sig trängda blåser de upp sig för att verka större än de är. Dessa beteenden visar sig också ofta i fångenskap. Vuxna djur använder svansen för att försvara sig och kan också försöka att bitas med sina små vassa tänder. Detta sker i stort sett aldrig i fångenskap, om inte djuret är vildfångat.

## Grön vattenagam som husdjur
Grön vattenagam passar bra som terrariedjur och blir snabbt handtam om den hanteras dagligen. Den vänjer sig också med barn som efter en tid kan klappa ödlan utan problem. Varje ödla har sin egen personlighet och blir lätt accepterad som medlem i familjen. Ödlan ska dock inte vara utanför terrariet en längre tid, utan kan tas ut kortare stunder. Den kräver ett stort terrarium, minst lika långt som ödlans längd gånger två, det vill säga för vuxna bör terrariet vara 200 cm långt, 200 cm högt och 100 cm djupt. För varje ny individ bör terrariet förlängas med cirka 100 cm. Ödlorna rekommenderas att hållas parvis, men enstaka individer kan också hållas. Det går inte att kombinera två hanar i samma terrarium, om inte detta är lika stort som ett mindre rum. De behöver UVB-ljus för att tillgodogöra sig kalk för skelettuppbyggnaden. Som foder används syrsor, mjölmask, zophobas och kackerlackor, men även vegatarisk föda ska erbjudas till vuxna individer (cirka 10 % av total fodermängd). Fodret ska pudras med ett särskilt pulver av kalk och vitaminer innan utfodring. Foder är lätt att få tag i djuraffärer eller av större insektsodlare. 